# G. Taubaldsche Buchhandlung
Die G. Taubaldsche Buchhandlung (ab 1989 Buchhandlung Stangl & Taubald) war ein Unternehmen in Weiden in der Oberpfalz. Gegründet wurde es 1864 von Edmund Straub, es zählte zu den ältesten ununterbrochen bestehenden Buchhandlungen Deutschlands.
Seit dem 19. Jahrhundert existierte zudem der Verlag Taubald, der Werke des Komponisten Max Reger verlegte. Darüber hinaus erschienen Veröffentlichungen über oberpfälzische Lokalhistorie, historische Postkarten, sowie regionale Kochbücher. Der Verlag brachte 1991 die historische Chronik der Stadt Weiden von Wilhelm Brenner-Schäffer (1814–1881) und 2014 den Reprint der ersten gedruckten Chronik der Stadt Weiden von Forstmeister Josef Sintzel (* 1798 Weiden) heraus.

## Geschichte

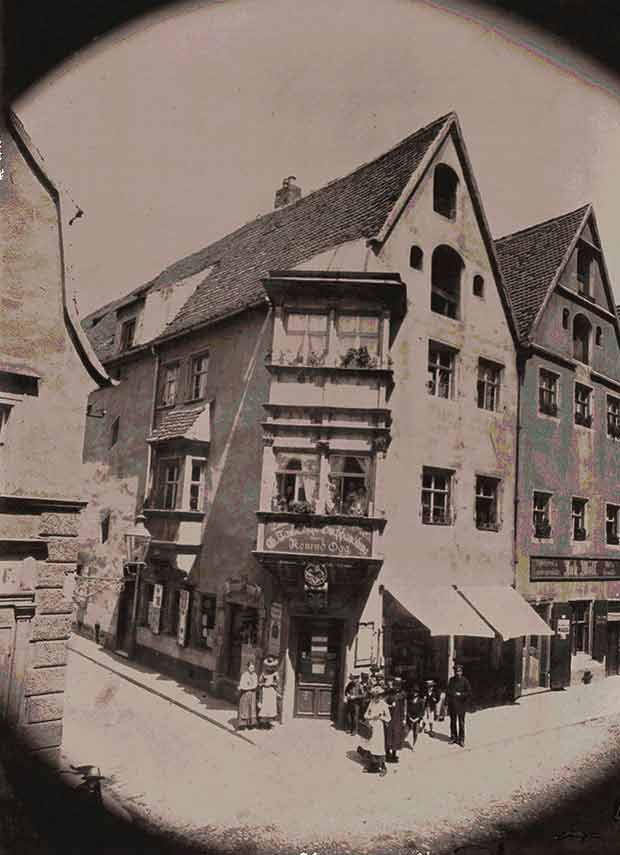
G. Taubaldsche Buchhandlung in Weiden i. d. OPf. um 1900

Die Geschichte der Buchhandlung begann am 21. September 1864, als der Augsburger Edmund Straub seine Buchhandlung in der Türlgasse 2 eröffnete, was im Amtsblatt Nr. 76 des Bezirksgerichtes Weiden in der Oberpfalz bekannt gegeben wurde.

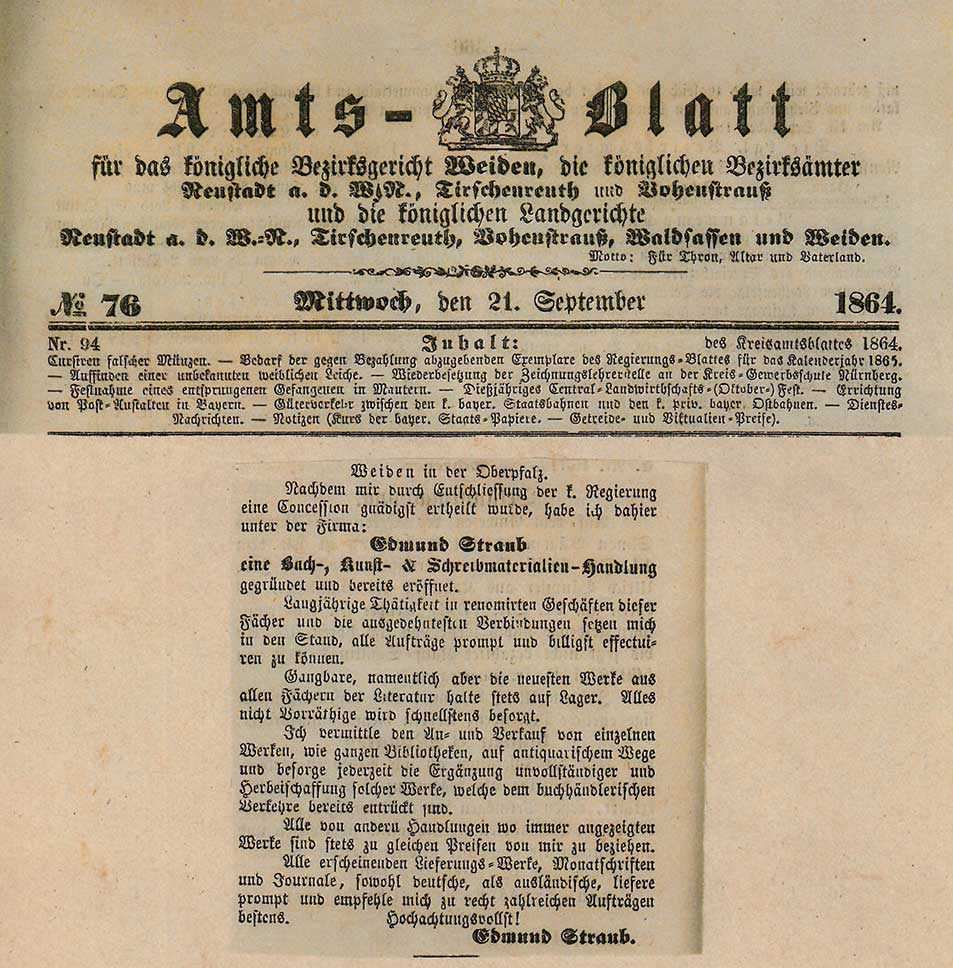
Amtsblatt für das königliche Bezirksgericht Weiden vom 21. September 1864

 Schon am 9. Oktober 1867 meldete Straub an den Magistrat, „dass er an Herrn Gustav Taubald aus Bodenwöhr abgetreten habe“. Am 23. November 1867 wurde im Amtsblatt Nr. 94 die Übernahme der Buchhandlung durch den neuen Eigentümer bekannt gegeben. Bereits 1876 erschien die Topographie des königlichen Amtsbezirkes Vohenstrauß, verfasst von Sebastian Wallner. Wenig später wurden Albert Vierlings Erinnerungen aus der Oberpfalz verlegt.

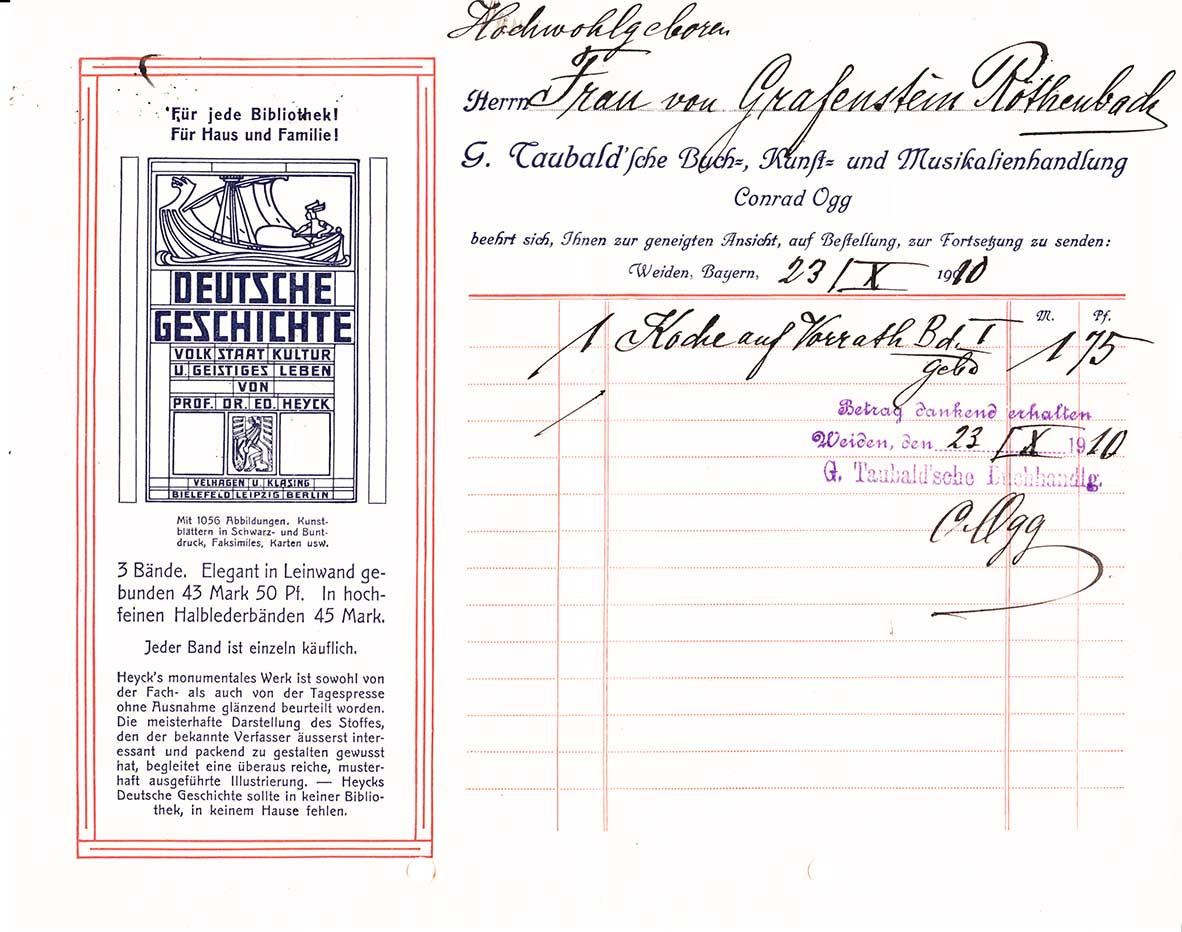
Rechnung mit Unterschrift von Conrad Ogg

Der gebürtige Schweizer Conrad Ogg übernahm „wegen dauernder Kränklichkeit Gustav Taubalds“ am 1. Januar 1882 die Buchhandlung am Alten Rathaus. In den Jahren zwischen 1898 und 1901 ging der Komponist Max Reger fast täglich in Oggs Haus ein und aus. Nach seiner konfliktreichen Wiesbadener Zeit suchte er Entspannung in seinem Elternhaus in Weiden. Reger half jeden Freitag beim Auspacken der von Leipzig kommenden Bücherballen. „Was ihn aber besonders auf dem Gebiete der neueren Dichtung interessierte, wurde mit nach Hause geschleppt zur genaueren Durchsicht und gelegentlichen späteren Verwendung.“ Adalbert Lindner, Lehrer Regers während seiner Weidener Zeit, berichtet, dass Reger in der Taubaldschen Buchhandlung mit den Werken von Otto Julius Bierbaum, Detlev von Liliencron, Richard Dehmel, Karl Henkell und Arno Holz in Berührung kam, die ihm später das Rüstzeug für seine so zahlreichen Liederschöpfungen abgeben sollten. Ogg verlegte auch eines der Lieder Regers, das Wiegenlied Schließe, mein Kind, die Äuglein zu, für eine mittlere Stimme mit Begleitung des Pianoforte, „Frau Elsa von Bercken, geb. von Bagenski, verehrungsvoll gewidmet“. Berlin, 1910, komponiert 1898 in Weiden. Lindner berichtet über Ogg und Regers letztes Zusammentreffen in der Taubaldschen Buchhandlung am 30. August 1901: So kam die unerbittlich … festgelegte Scheidestunde heran. ... Um neuneinhalb Uhr waren wir bei dem seit Jahren befreundeten Buchhändler Conrad Ogg, wo Reger jeden Freitag … auspacken half. Dieses Mal sollte es das letzte Mal sein. Mit größerem Humor als jemals zuvor tat er es heute. Es war wohl sehr viel Galgenhumor darunter.
Neben verschiedenen lokalhistorischen Werken gab der Buchhändler und Verleger Ogg auch diverse Postkarten im Verlag der G. Taubaldschen Buchhandlung heraus. Zusätzlich gründete er den Verlag C. Ogg von dem Postkarten in der um 1900 üblichen Mondscheinkartenoptik erhalten sind.

Historische Postkarten aus dem Verlag
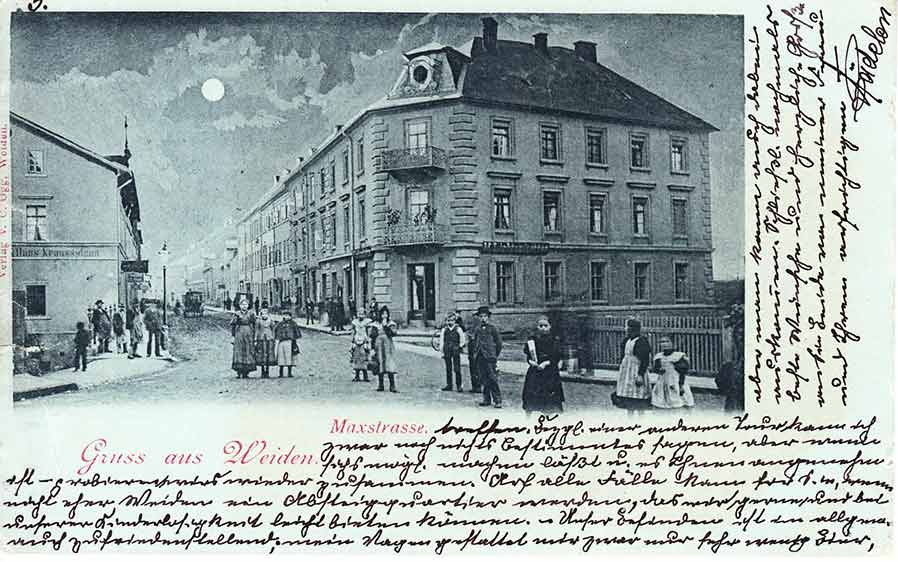
Postkarte aus dem Verlag C. Ogg. Sie zeigt die Maxstraße in Weiden i. d. OPf. um 1900
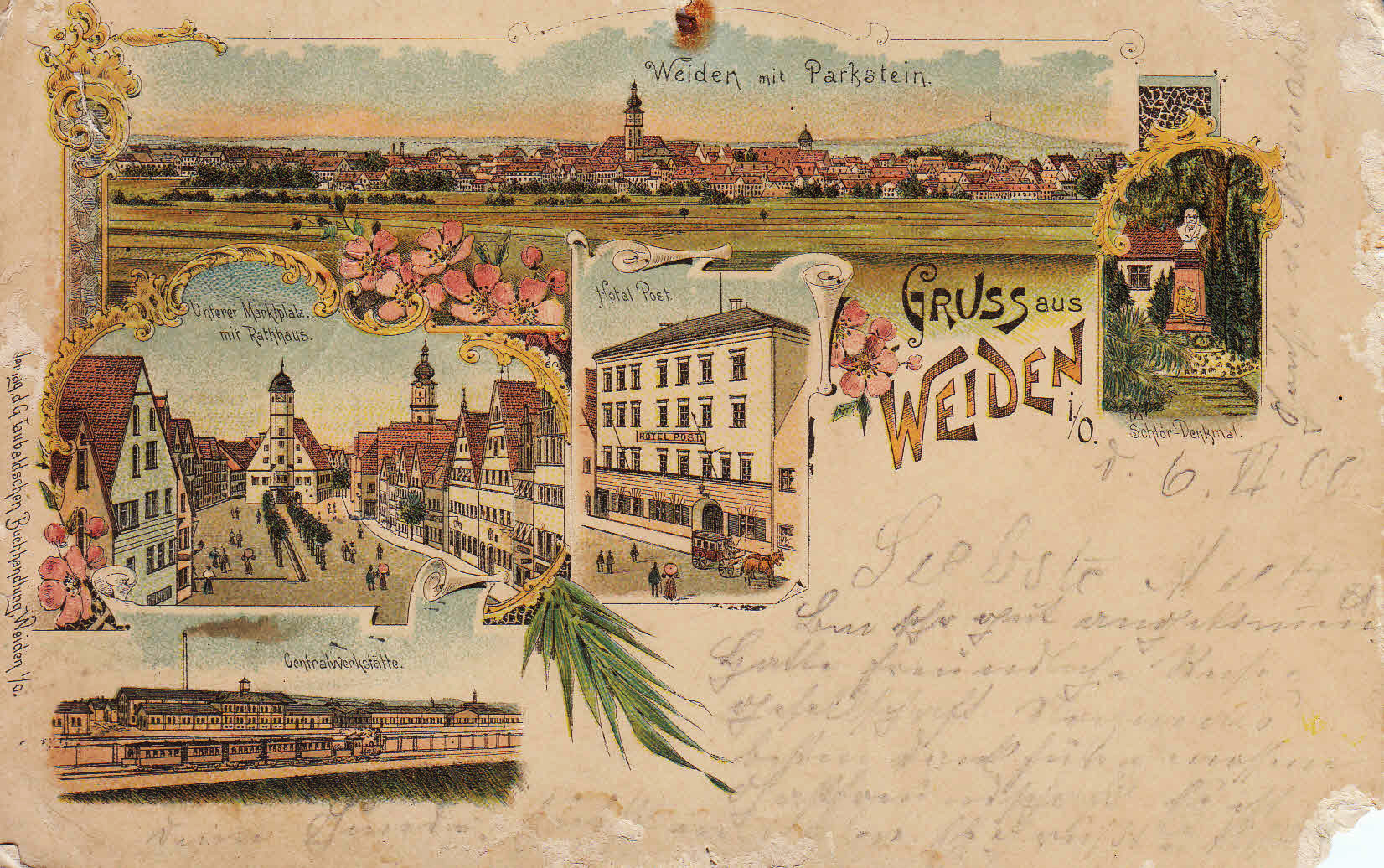
Postkarte aus dem Verlag der G. Taubaldschen Buchhandlung, Weiden/OPf., gelaufen 1900.

Aufgrund eines Schlaganfalls musste Konrad Ogg am 1. Mai 1918 seinen Beruf aufgeben und übergab an den Münchner Buchhändler Gustav Hofmann. Bereits Anfang 1920 erfolgte der Wechsel zu Anton Winkler (* 12. September 1887, † 17. August 1952).
Am 1. Januar 1949 übergab Anton Winkler den Betrieb an seine Tochter Maria Mühlbauer, die die G. Taubaldsche Buchhandlung bis zum 1. Juli 1980 weiter führte. Aus Altersgründen verkaufte sie an den Weidener Kollegen Heinrich Stangl (1931–1986), der bereits in der zweiten Generation die 1926 gegründete Buchhandlung Stangl leitete. Während der Ära Winkler/Mühlbauer ist kaum eine nennenswerte Verlagstätigkeit zu verzeichnen.
Diese wurde von Anton Stangl (* 6. März 1907, † 26. Januar 1962) zusammen mit seiner Frau Maria (geb. Schnabl, * 21. Dezember 1906, † 3. September 1993) im Jahr 1926 gegründet. Dieser Betriebsgründung ging ein jahrelanger Vertrieb von Bibeln und katholischen Gebetbüchern im Nebenerwerb voraus. Der Sortimentsschwerpunkt dieser Buchhandlung war konfessionell bestimmt. Daraus erwuchsen Anton Stangl in der Zeit des Nationalsozialismus Schwierigkeiten, was die vorübergehende Schließung der Buchhandlung 1944 bedeutete. Unbeeindruckt davon führte er seine Geschäfte fort. In den Akten des Staatsarchiv Amberg zum Spruchkammerverfahren gegen Anton Stangl lässt sich nachlesen, dass der Geschäftsgründer keiner nationalsozialistischen Organisation angehörte. Die Urteilsbegründung lautete wörtlich: "Ohne jegliche Belastung."

Neubeginn nach dem Zweiten Weltkrieg
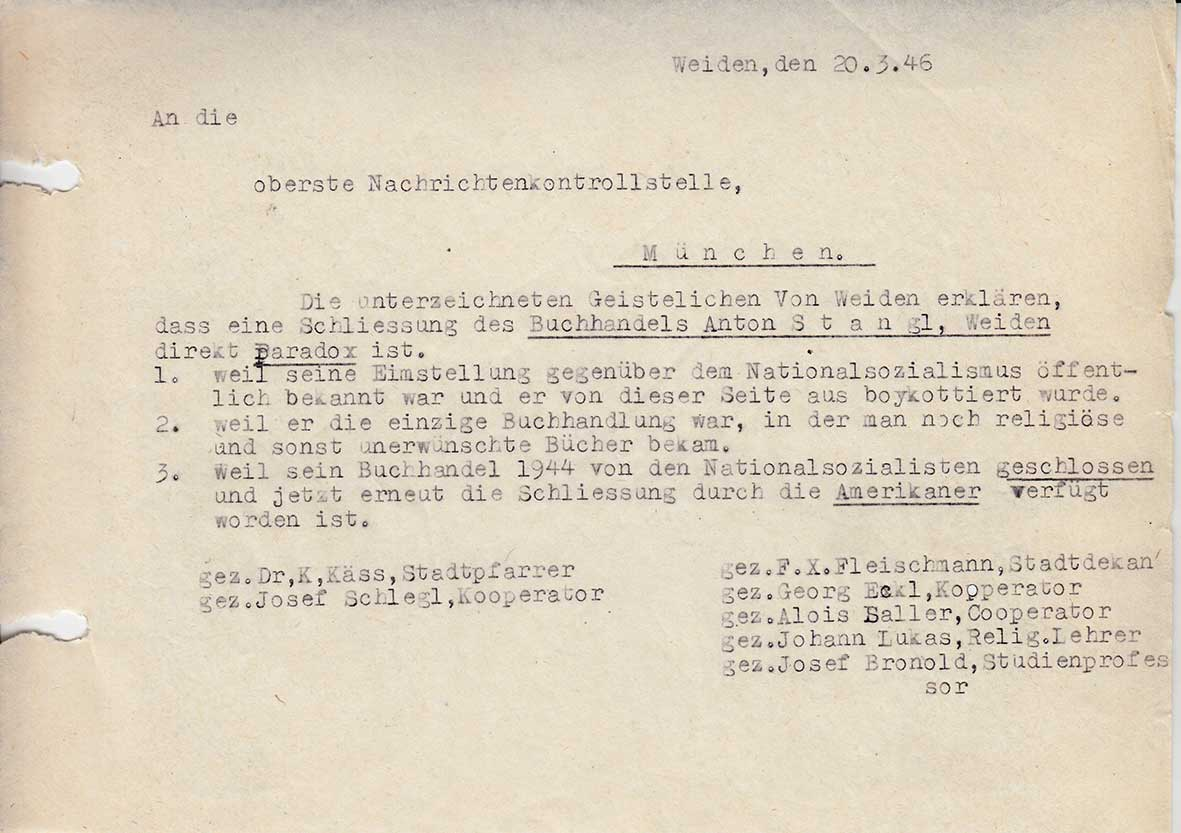
Katholische Geistliche helfen
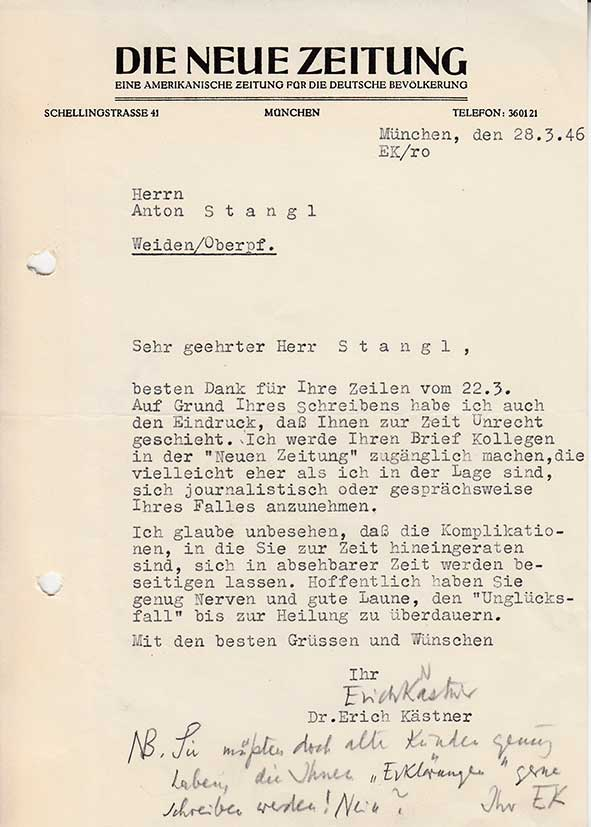
Erich Kästner ermutigt Buchhändler Anton Stangl
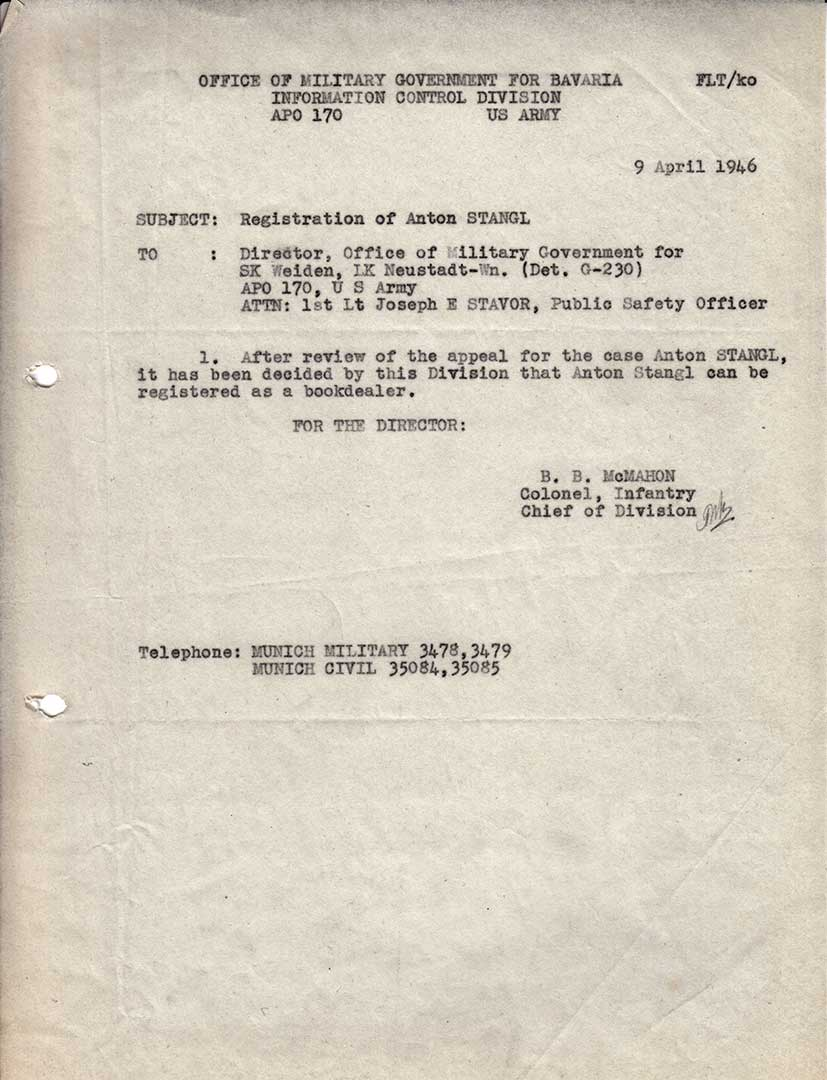
Amerikanische Militärregierung erteilt die Lizenz

Die für diese Zeit ungewöhnliche katholische Sortimentsausrichtung bescherte dem Buchhändler in der traditionell katholischen Oberpfalz sehr großen Erfolg. Nach Kriegsende wurde die Amerikanische Militärregierung aber gerade deshalb misstrauisch (Kriegsgewinnler) und verweigerte ihm zunächst die zur Fortführung seines Geschäftes nötige Lizenz. Katholische Geistliche sowie Erich Kästner, Feuilleton-Chef von Die Neue Zeitung ermutigten den Buchhändler das Geschäft wieder zu öffnen. Erst am 9. April 1946 erhielt er die notwendige "Registration". Nach dem Krieg wurde Anton Stangl auch verlegerisch tätig. Neben dem Druck von Postkarten galt sein Hauptaugenmerk der Herausgabe von religiösen Schriften.

Besitzer der Buchhandlung
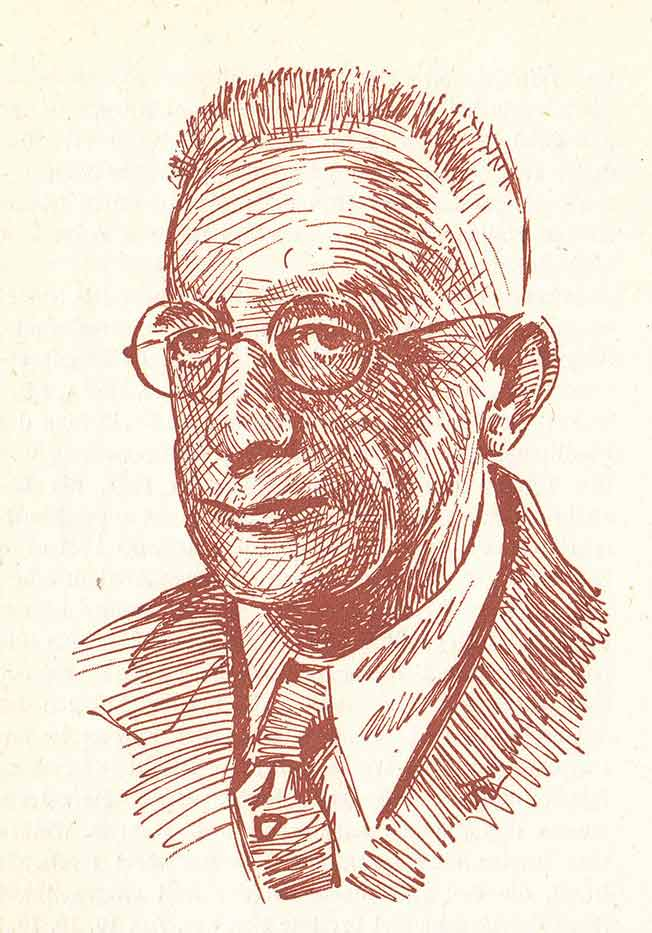
Anton Winkler Buchhändler von 1920 bis 1949
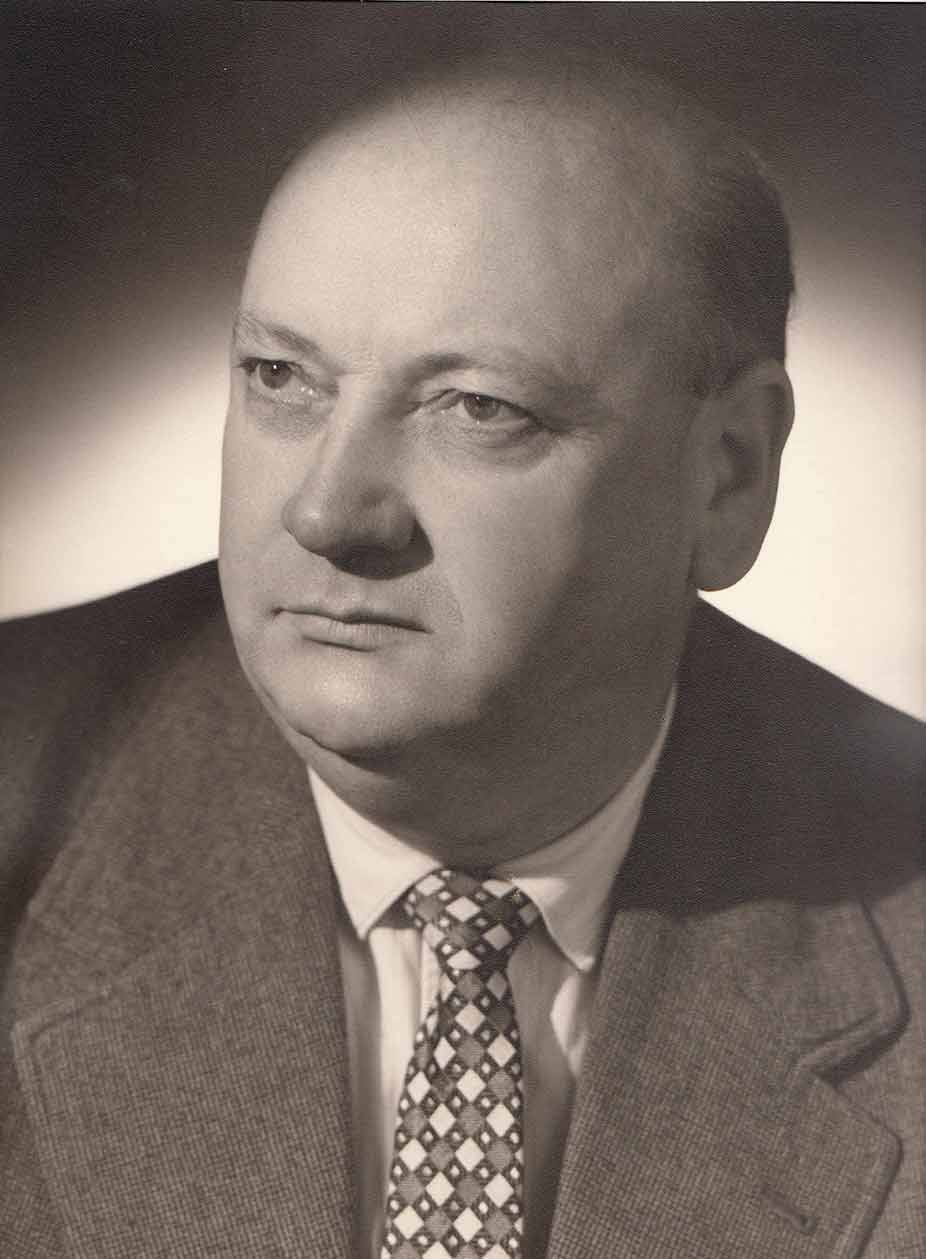
Anton Stangl Buchhändler von 1926 bis 1962
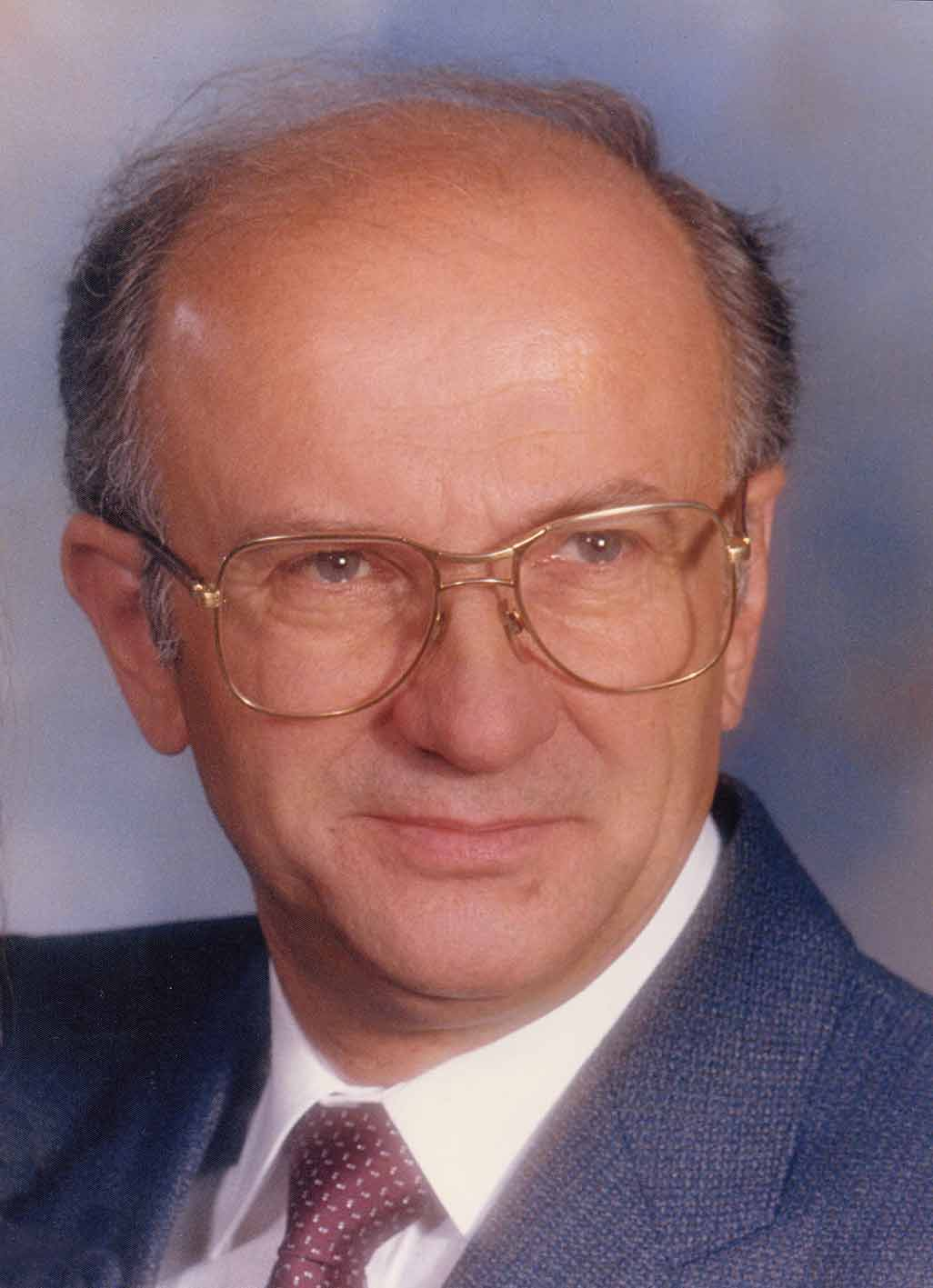
Dr. Heinrich Stangl Buchhändler von 1957 bis 1986
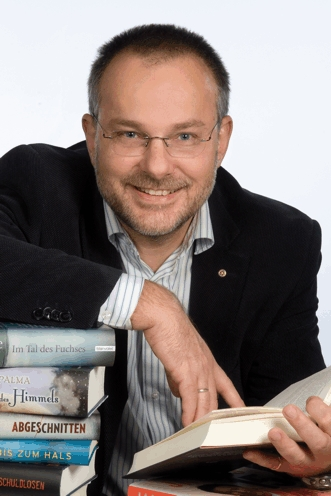
Martin Stangl Buchhändler von 1984 bis 2019

Im Jahr 1957 trat Sohn Dr. Heinrich Stangl (* 22. Mai 1931, † 20. August 1986), nach absolviertem Philosophiestudium und einer Buchhändlerlehre im Verlag Herder mit seiner Frau Clothilde (geb. Erle, *1935) in die Buchhandlung ein. Am 1. Juli 1976 erwarb dieser die von Alois Belzer am 8. November 1946 eröffnete gleichnamige Buchhandlung in der Schulgasse 21 und führte sie unter dem Namen Buchhandlung Stangl weiter.
Nach dem Tod von Heinrich Stangl traten Andreas (* 30. März 1964, † 16. Juni 2014) und Martin Stangl (* 1961) mit Frau Alexandra (geb. Haynaly, *1962) die Nachfolge an.
Seit der Geschäftsleitung von Martin Stangl wurde die Verlagstätigkeit unter dem Namen Verlag Stangl & Taubald erheblich ausgebaut. Mit dem Buch über das KZ Flossenbürg unter dem Titel "30.000 Tote mahnen – Die Geschichte des Konzentrationslagers Flossenbürg und seiner 100 Außenlager von 1938 bis 1945" wurde ein Standardwerk herausgegeben, das in mehreren Auflagen verlegt wurde. Ihm folgte 1986 eine Biographie über Max Reger von Eberhard Otto unter dem Namen "Max Reger – Von Weiden in die Welt. 1873–1916". Die weiteren Veröffentlichungen drehten sich immer um regionale Aspekte der Oberpfalz und katholische Schriften wie Kreuzweg- und Maiandachten.

Frühe Publikationen des Verlags Anton Stangl
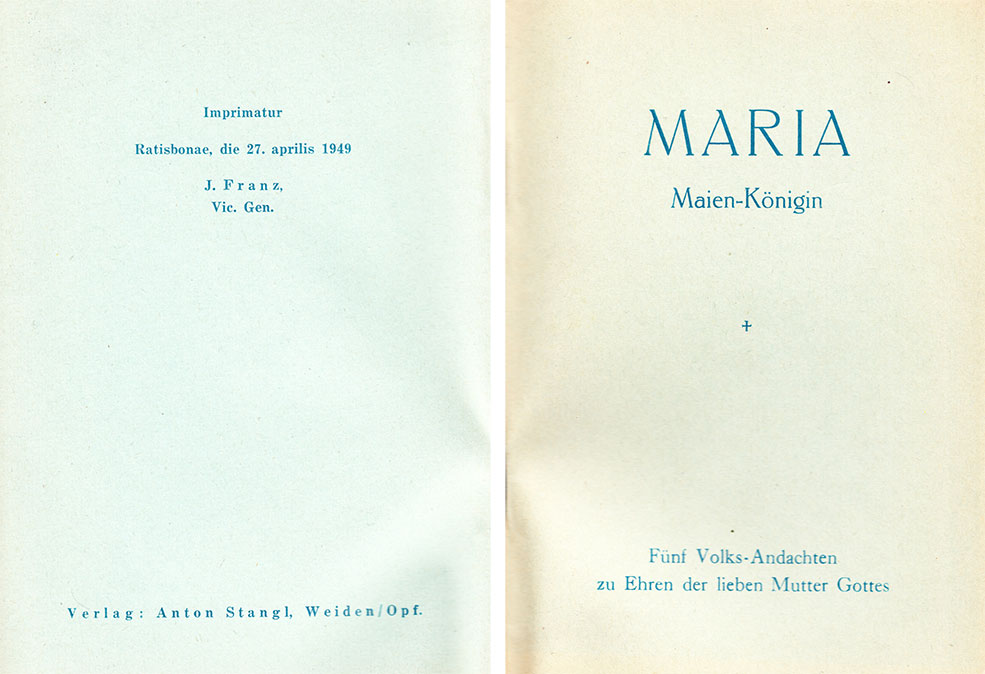
Andachtsheft für Maiandachten aus dem Verlag Stangl, Weiden/OPf. 1949.
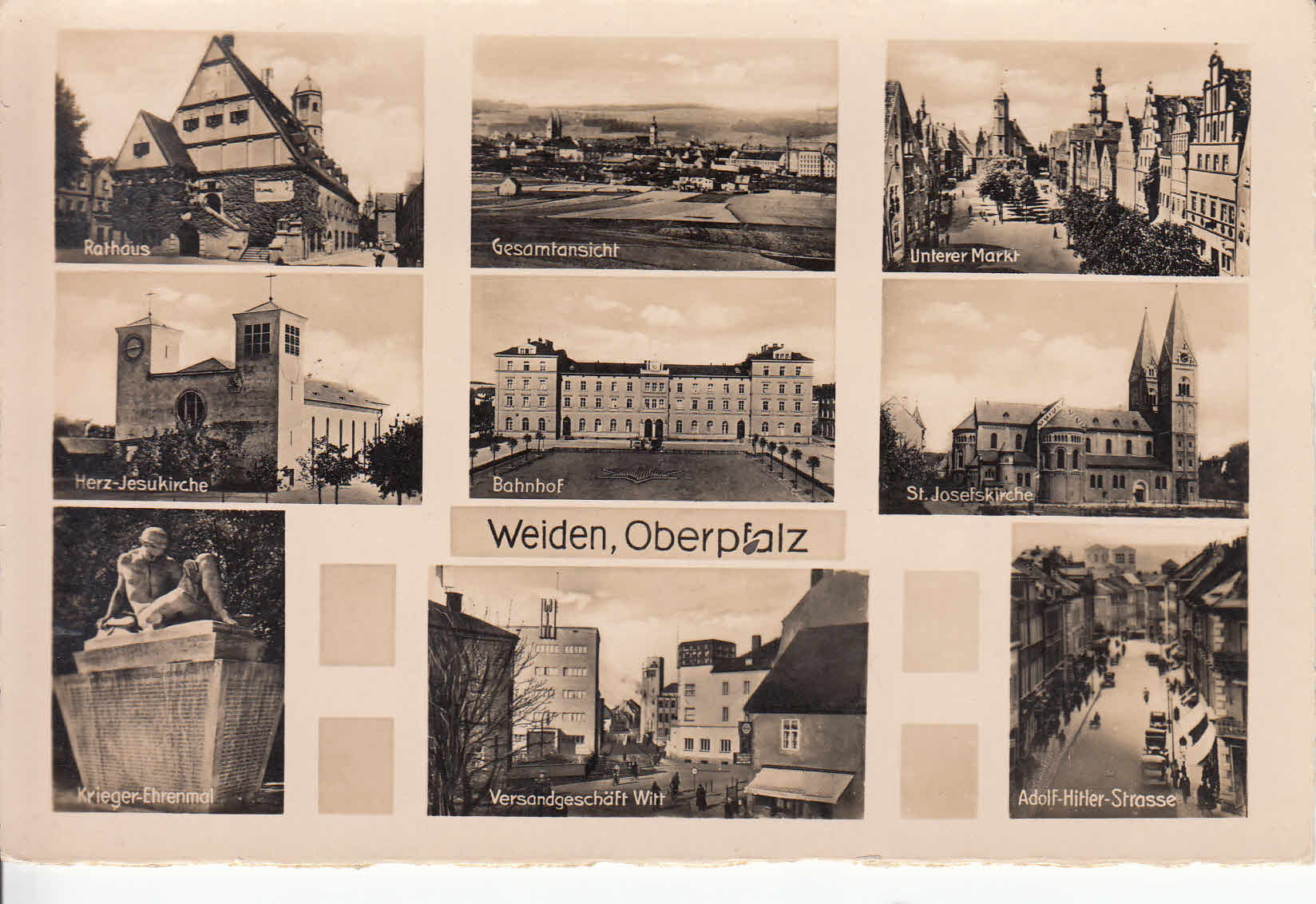
Postkarte aus dem Verlag Anton Stangl, Weiden OPf., gelaufen 1940

In den Jahren seit der Gründung war das Unternehmen mehrfach zu größeren Veränderungen gezwungen. Einschneidend war der Umzug aus dem historischen Haus am Alten Rathaus in die heutige Mitte der modernen Fußgängerzone. Ab 1. Juli 1998 befand sich die Buchhandlung Stangl & Taubald in dem von Freiherr Alexander von Branca 1954 geplanten und unter Denkmalschutz stehenden Gebäude der Volksbank Nordoberpfalz.

Umzug in denkmalgeschütztes Haus
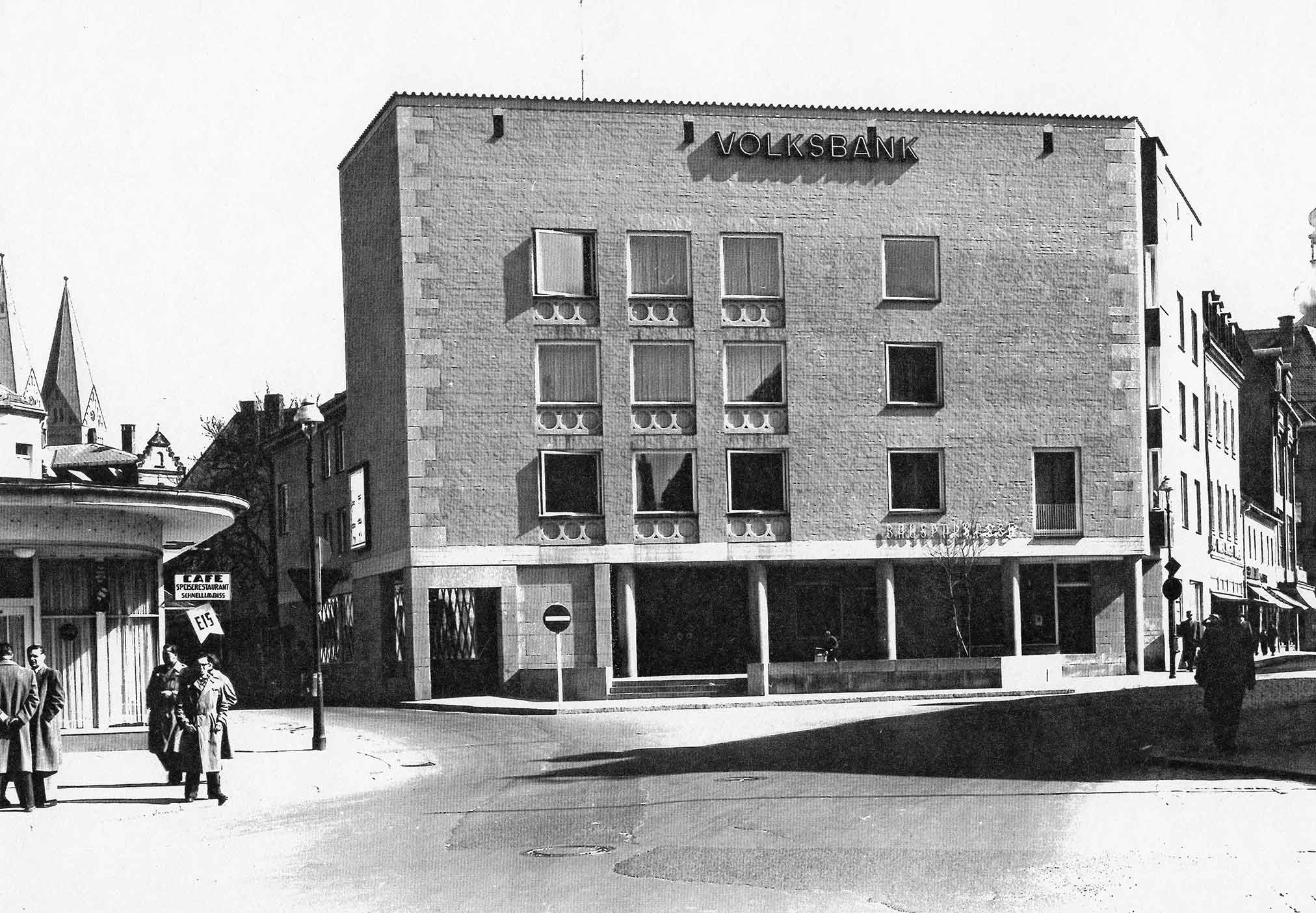
Gebäude der Volksbank Weiden um 1954

Die Buchhandlung engagierte sich für den Literaturbetrieb und bot Veranstaltungen mit Nachwuchsschriftstellern an. Auch etablierte Vertreter der Autorenwelt wie Ephraim Kishon, Edzard Reuter, Franz Joachim Behnisch waren zu Lesungen engagiert. Außerdem zeichnete sie mitverantwortlich für die Organisation der überregional veranstalteten Weidener Literaturtage (Literaturfestival seit 1984).
Die Buchhandlung wurde zum 1. April an Thalia verkauft und zog am 26. September 2019 in das benachbarte Nordoberpfalz Center (NOC).

## Herausgaben des Verlages Taubald (Auswahl)
- Toni Siegert: 30.000 Tote mahnen – Die Geschichte des Konzentrationslagers Flossenbürg. Weiden 1981.
- Eberhard Otto: Max Reger – Von Weiden in die Welt (1874–1916). Weiden 1986.
- Joseph Kardinal Ratzinger (Papst Benedikt XVI.): Der Kreuzweg des Weizenkorns. Weiden 2005[14]
- Martin Stangl: Das Buch vom Zoigl – Geschichte – Wissenswertes – Zoiglstuben. Weiden 2008.
- Martin Stangl (Hrsg.): Das große Kochbuch der Porzellanfabrik Bauscher. Reprint von 1930. Weiden 2013.[15]